# ويليام بريز
ويليام بريز (بالإنجليزية: William Breeze)‏ هو عازف كمان ‏ أمريكي، ولد في 12 أغسطس 1955 في باريس في فرنسا.

## وصلات خارجية
- ويليام بريز على موقع ميوزك برينز (الإنجليزية)
- ويليام بريز على موقع أول ميوزيك (الإنجليزية)
- ويليام بريز على موقع ديسكوغز (الإنجليزية)